# Antonio de Tovar y Paz
Antonio Francisco Mexía de Tovar y Paz, III conde de Molina de Herrera (c. 1620 - Madrid, 1674) fue un noble y diplomático español del siglo XVII que, al servicio de los reyes Felipe IV y Carlos II de España ejerció de embajador en varios países europeos. Fue nombrado caballero de la Orden de Calatrava. Su nombre se puede encontrar en algunos escritos como Antonio Mesía de Tobar.

## Biografía
Era hijo de Pedro Mexía de Tovar y Velázquez, I Conde de Molina, y de Luisa Clara de Paz. Su hermano, Pedro Mesía de Tovar y Paz (II Conde de Molina, 1614-1664), fue Consejero de Hacienda del rey  Felipe IV de España, y a su muerte, sin hijos legítimos, heredó Antonio el condado.
Se casó con Ana María de Chaves y Lugo, que también ostentaba un señorío.
Fue titular de las embajadas españolas en Francia, Venecia, Países Bajos e Inglaterra.
Tras el incidente protagonizado por el anterior embajador en Inglaterra, Charles de Watteville, la embajada fue ocupada de forma provisional por Patricio Moledi, pero en 1662 Felipe IV decidió enviar a Londres una embajada ordinaria, poniendo a su mando a Antonio de Tovar. La política exterior española atravesaba momentos muy delicados, y Tovar recibió instrucciones muy estrictas sobre los numerosos asuntos que le ocuparon. El rey Felipe IV le dio órdenes precisas de rechazar cualquier compromiso con Inglaterra que implicara una tregua en la guerra con Portugal que se libraba desde 1640. En sus escritos a España, previno de la creciente conflictividad de los ingleses con las Provincias Unidas de los Países Bajos (debida sobre todo a la competencia comercial), que desembocaría en la segunda guerra anglo-neerlandesa de 1665.
Envió frecuentes informes a la corte española sobre la actividad de los ingleses en las colonias de Norteamérica así como de los constantes ataques a que eran sometidos los galeones españoles por parte de los filibusteros ingleses, hechos por los que dirigió frecuentes protestas a la corte de Carlos II de Inglaterra. En agosto de 1671 envió a España un detallado informe de la famosa expedición de John Narborough por el Pacífico. Se mantuvo al frente de la misión diplomática hasta 1672, excepto un período sin representación entre 1669 y 1670. 
Tobar consiguió reunir una biblioteca de gran calidad, con obras de Juan Eusebio Nieremberg, Juan Calvete de Estrella, Tito Livio, Juan de Mariana, Teresa de Jesús y Francisco de Quevedo. También era muy aficionado a la pintura, y gracias a sus numerosos viajes y destinos reunió una importante colección de obras pictóricas de artistas españoles, italianos, flamencos e ingleses.
Falleció en Madrid el 29 de noviembre de 1674. En su testamento se declaró Señor de las villas de Monterrubio, Santo Domingo, Pozanco, Tobar y Molina de Herrera.